# Kedungsana
Kedungsana is een bestuurslaag in het regentschap Cirebon van de provincie West-Java, Indonesië. Kedungsana telt 3658 inwoners (volkstelling 2010).